# Enrico Pollastrini

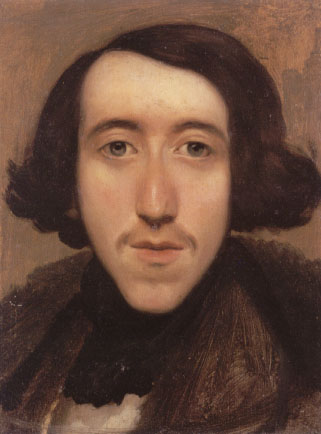
Autorretrato (1833)

Enrico Pollastrini (Nacido el 15 de junio de 1817, Livorno - 19 de enero de 1876, Florencia) fue un pintor de historia italiano y director de escuela de arte. 

## Biografía
Comenzó su formación como asistente en el taller de un artista local llamado Vincenzo De Bonis. En 1829, con sólo doce años, se matriculó en la Accademia di Belle Arti di Firenze, donde estudió bajo la dirección de Pietro Benvenuti, Giuseppe Bezzuoli, Giovanni Fattori y Silvestro Lega . De 1835 a 1841, creó treinta y dos escenas de Los novios, un proyecto encargado por el empresario francés fr, para decorar su mansión en Livorno.
En 1837 realizó su primera exposición en la Academia. Cuatro años más tarde, presentó una representación de Colón en el convento de La Rábida y, en 1843, otra que representaba la muerte de Francesco Ferruccio. En 1845, Leopoldo II, Gran Duque de Toscana, le encargó una escena que mostrara a una familia siendo salvada de las inundaciones a lo largo del Serchio .
En 1851 solicitó el puesto de director de la it, dejado vacante por la reciente muerte de Francesco Nenci, pero en su lugar fue elegido Luigi Mussini . Dos años más tarde, fue nombrado profesor en su alma mater, la Academia. Se convirtió en un participante habitual de los salones culturales en la casa del arquitecto it, y su esposa, la poeta nacida en Irlanda, Louisa Grace Bartolini .
- Fue elegido miembro de la Accademia ligustica di belle arti[2] en 1859. Al año siguiente fue nombrado miembro de la comisión asesora de Bellas Artes de las provincias de Arezzo y Florencia. Su mayor éxito se produjo en 1861, en la it, con "Los exiliados de Siena", cuadro en el que trabajó entre 1842 y 1856. Representó la caída de la República de Siena en 1555, cuando muchos de sus habitantes huyeron tras su ocupación por el emperador Carlos V. Se perdió durante la Segunda Guerra Mundial .

Fue nombrado director de la Academia en 1867 y ocupó el cargo hasta 1875. Murió al año siguiente, después de una larga enfermedad. Entre sus alumnos se encontraban Egisto Ferroni, Francesco Gioli, Tito Lessi, Luigi Bechi, Odoardo Borrani, Cesare Bartolena, Niccolò Cannicci, Vittorio Matteo Corcos y Stefano Ussi

## Premios y reconocimientos
- Premios de Arte: Recibió varios galardones en exposiciones nacionales e internacionales, lo que consolidó su reputación en el ámbito artístico.
- Exposiciones: Sus obras han sido exhibidas en museos y galerías de renombre, tanto en Italia como en el extranjero.[3]